# León (Spagna)
León (Llión in leonese) è un comune spagnolo di 124 028 abitanti (2020) situato nella comunità autonoma di Castiglia e León e capoluogo della provincia omonima; situata alla confluenza dei fiumi Bernesga e Torío sul versante meridionale dei Monti Cantabrici.
È luogo di intenso turismo, essendo una città d'arte ricca di monumenti romani, medievali, moderni e antica tappa dell'itinerario seguito dai pellegrini provenienti dal centro Europa verso Santiago di Compostela detto Camino de Santiago (Cammino di Santiago di Compostela) e punto di partenza del cammino di San Salvador. È sede universitaria e vescovile.

## Geografia fisica

### Clima
León ha un clima mediterraneo continentale; le temperature sono fresche, con una media annua di 10,9 °C, le estati sono temperate per via della quota e dalla vicinanza ai monti Cantabrici, mentre gli inverni sono freddi (0 °C - 4 °C); il gelo è molto frequente (74 giorni di gelo all'anno in media). La neve cade a León in media 16 giorni all'anno, ma nevicate pesanti sono rare.

## Società

### Lingue e dialetti
La lingua leonese è la lingua propria di Leòn. Si parla spagnolo.

## Storia
L'insediamento umano inizia come castrum romano della VII Legio (da cui deriva il nome León) fra il 68 e il 70 d.C., sul territorio degli asturi cismontani, popolo celtico del cui derivano i moderni leonesi.
Capitale militare della Hispania Romana, con mura fra le più importanti dell'Impero e che rimangono insieme alle medievali ancora oggi, in seguito alle invasioni barbariche alla metà del VI secolo fu una città "indipendente" fra gli svevi e i visigoti, già cristianizzati e in parte romanizzati che si stabilirono in gran parte della Spagna.
Nel 910 essendo già da quasi due secoli incominciata la lenta Reconquista, guidata all'inizio da alcuni re goti cristiani come il mitico Pelagio, venne costituito il Regno di León, uno dei regni più importanti dell'Europa medievale.
Nel regno di León è nato il parlamentarismo moderno, con le Cortes del 1188 dove i nobili, il clero e il popolo insieme con il re si riunirono per la prima volta in Europa. Il Regno di León possedeva anche "Fueros" in cui veniva garantita la proprietà individuale, e in cui si assicurava che il re non potesse dichiarare la guerra né legalizzare la pace senza il consenso del regno.
Nell'anno 1230 il re di Castiglia non rispettò il testamento di suo padre, re di León, ed "acquistò" il regno dalle legittime ereditiere, le figlie del re leonese: in questo modo nacque il regno di Castiglia e León. Il regno di León riacquistò la sua indipendenza dal 1296 al 1301 e comunque mantenne un parlamento proprio fino al XIV secolo ed ebbe moneta propria fino al Rinascimento.

## Monumenti principali

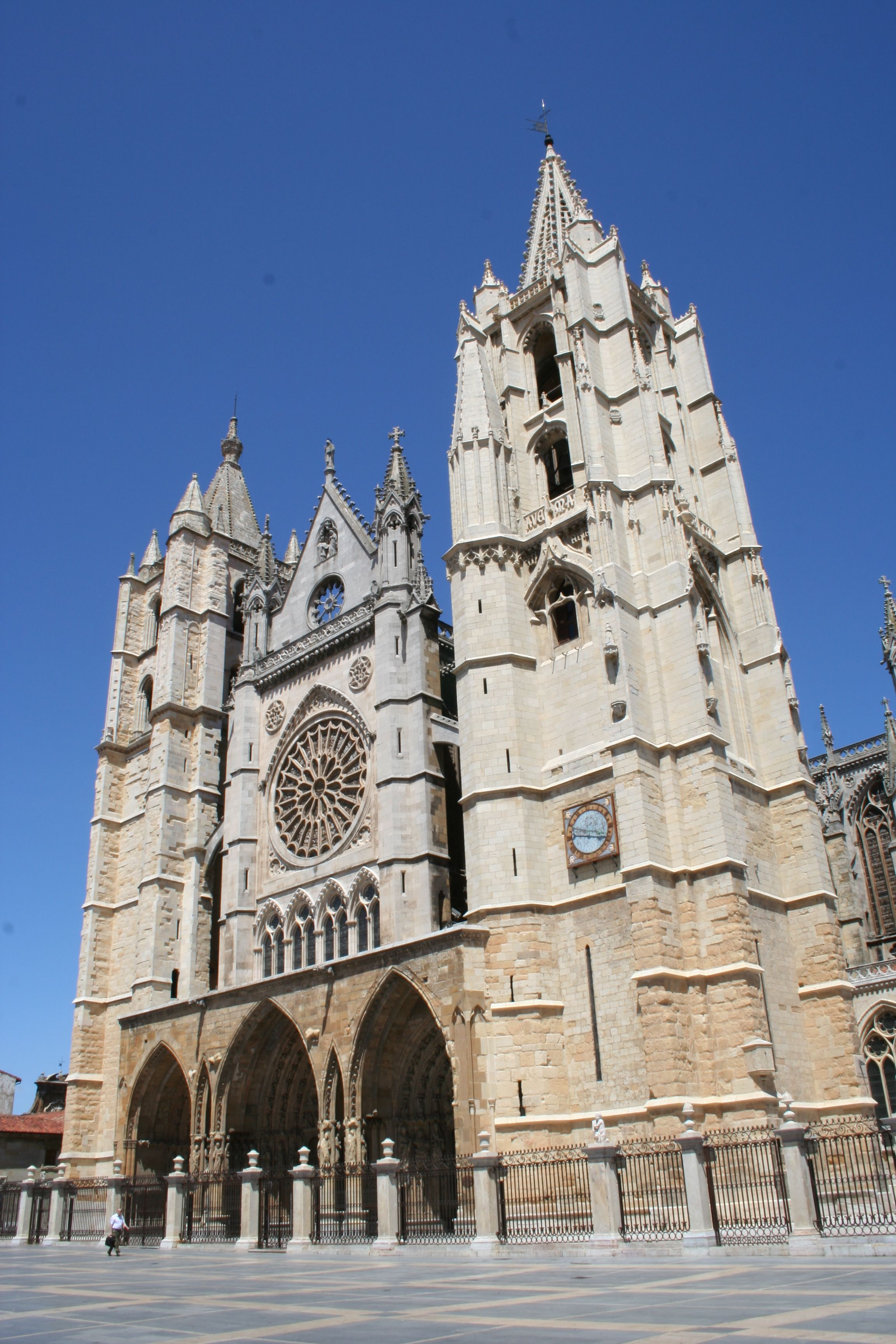
La cattedrale prima della sua ristrutturazione

- Cattedrale di León, capolavoro dello stile gotico maturo che si ispira alle cattedrali francesi detta Pulchra Leonina per la sua bellezza e purezza di stile, iniziata nel 1205, terminata due secoli dopo, ma rimasta inalterata nel suo stile.
- Real Basílica di Sant'Isidoro, chiesa romanica dedicata a Sant'Isidoro edificata nel luogo dove sorgeva un tempio romano a Mercurio. Risale agli inizi dell'XI secolo. Qua si trova il Panteon Reale di León.
- Monastero di San Marcos de León, grande complesso conventuale di forme rinascimentali costruito fra il secolo XVI e il XVIII in varie successive fasi.
- Palacio de los Guzmanes, la cui costruzione fu ordinata da Juan Quiñones y Guzmán, vescovo di Calahorra. Cominciano i lavori nel 1560 sotto la supervisione Rodrigo Gil de Hontañón. Sede della Diputación Provincial de León (Provincia di León) dal 1882.
- Casa Botines: opera d'Antonio Gaudí, di stile neogotico, con caratteristiche inconfondibilmente moderniste. Di pianta trapezoidale, vi si trovano quattro torri che finiscono in pinnacoli. Le finestre hanno la loro ispirazione nel triforio della Cattedrale leonese.

Il Camino de Santiago passa per il centro della città, segnalato dal simbolo dei pellegrini, la conchiglia, e prosegue fuori della città, sempre opportunamente segnalato, per una strada attraverso una zona agricola punteggiata da piccoli centri con testimonianze dei pellegrinaggi medioevali (chiese romaniche e ospizi). A 46 chilometri si trova Astorga, cittadina medioevale della provincia di León, antica città romana e sede vescovile, altra tappa del Camino che prosegue verso la Galizia.

## Musei
- Museo di León: il Museo de León si trova nell'Edificio Pallarés, nella Plaza de Santo Domingo. Mostra la storia della provincia dal paleolitico fino all'età contemporanea.
- Museo della Real Colegiata de San Isidoro: nel Museo della Real Colegiata de San Isidoro si trova il pantheon dei re, che riceve il nome di Cappella Sistina del Romanico per i suoi affreschi. Vi sono esposti il cáliz de Doña Urraca, del secolo XI, di questo calice una notizia apparsa sul sito del museo in data 23 marzo 2014, afferma che si tratta del santo Graal, la leggendaria coppa in cui Gesù Cristo bevve durante l'ultima cena[2]; l'Arqueta de los Marfiles e il Portapaz del Pantocrator, dello stesso secolo.
- Museo Catedralicio Diocesano de León: si trova nella cattedrale di León ed è uno dei più interessanti tesori che ha la città.
- MUSAC: Museo de Arte Contemporáneo de Arte de Castilla y León, si trova nell'Avenida de los Reyes Leoneses. È un edificio di corte avanguardista, che vuole somigliare alle vetrate della cattedrale di León.
- Museo Sierra-Pambley: fondato da Francisco Fernández-Blanco y Sierra-Pambley, mostra una tipica casa leonese del secolo XIX.
- CLA: il Centro Leonés del Arte si trova in una vecchia casa nell'Avenida Independencia.

## Organizzazione amministrativa
León è governata da un Consiglio Comunale formato da 27 consiglieri, dei quali uno è il Sindaco. Nelle scorse elezioni si sono eletti 13 consiglieri del PSOE, 11 del PP e 3 dell'Unione del Popolo Leonese (UPL).
La città è divisa, amministrativamente, in questi quartieri:
- Área 17
- Armunia
- Arturo Eyríes
- Casco Antiguo
- Cruce de Armunia
- El Crucero
- El Ejido
- Ensanche
- Eras de Renueva
- La Asunción
- La Chantría
- La Inmaculada
- La Lastra
- La Palomera
- La Sal
- La Torre
- La Vega

- La Victoria
- Las Ventas
- Obra Sindical del Hogar
- Oteruelo de la Valdocina
- Paraíso-Cantinas
- Patronato viviendas militares
- Pinilla
- Puente Castro
- San Esteban
- San Lorenzo
- San Mamés
- San Martín
- San Pedro
- Santa Ana
- Santa Marina
- Santa Olaja
- Trobajo del Cerecedo

Ci sono quartieri della città di León come La Sal, El Crucero e Pinilla che non appartengono del tutto al comune di León, ma a San Andrés del Rabanedo. In più, altri quartieri della città di León come Paraiso - Cantinas appartengono a San Andrés del Rabanedo.

## Infrastrutture e trasporti

### Aeroporti
L'Aeroporto di Lèon si trova a 6 chilometri della città, con destinazioni Parigi, Madrid, Barcellona, Valencia, e nell'estate Málaga, Palma di Maiorca, Minorca, Ibiza, Tenerife e Las Palmas.

## Amministrazione

### Gemellaggi
- Matanzas
- Porto, dal 2001[3]
- Braganza
- Puebla de Zaragoza

## Galleria d'immagini

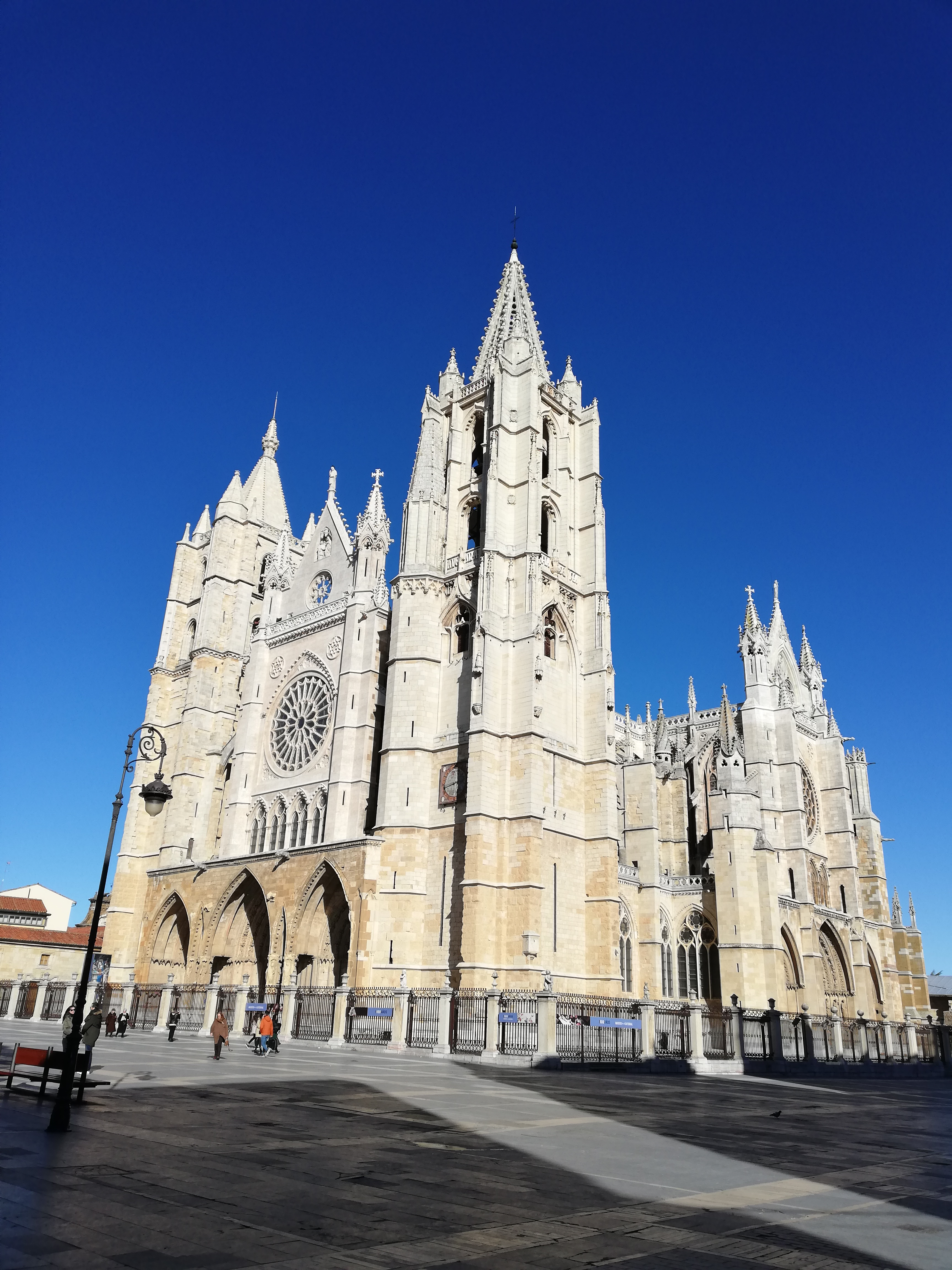
Cattedrale
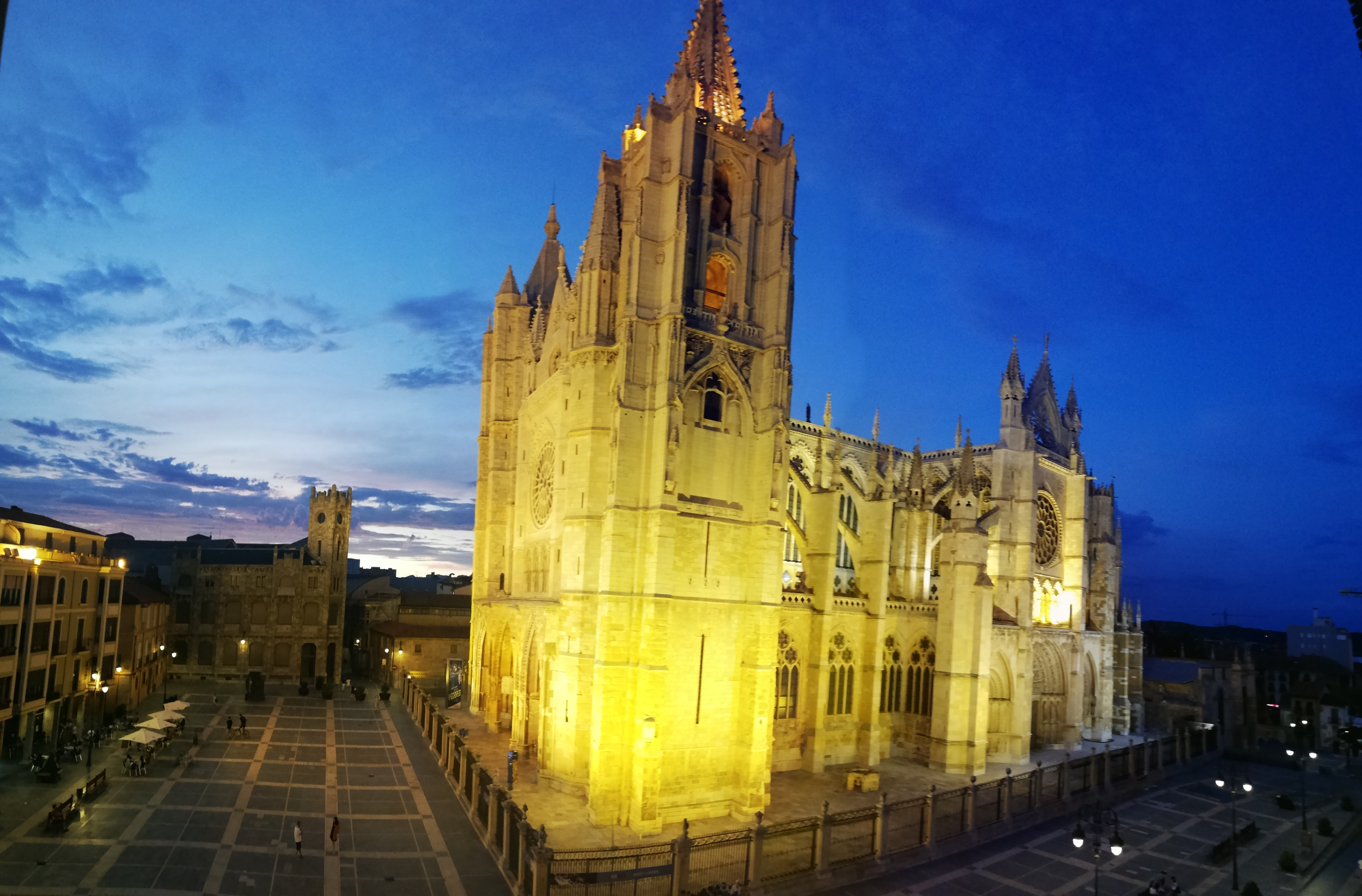
Cattedrale in orario serale
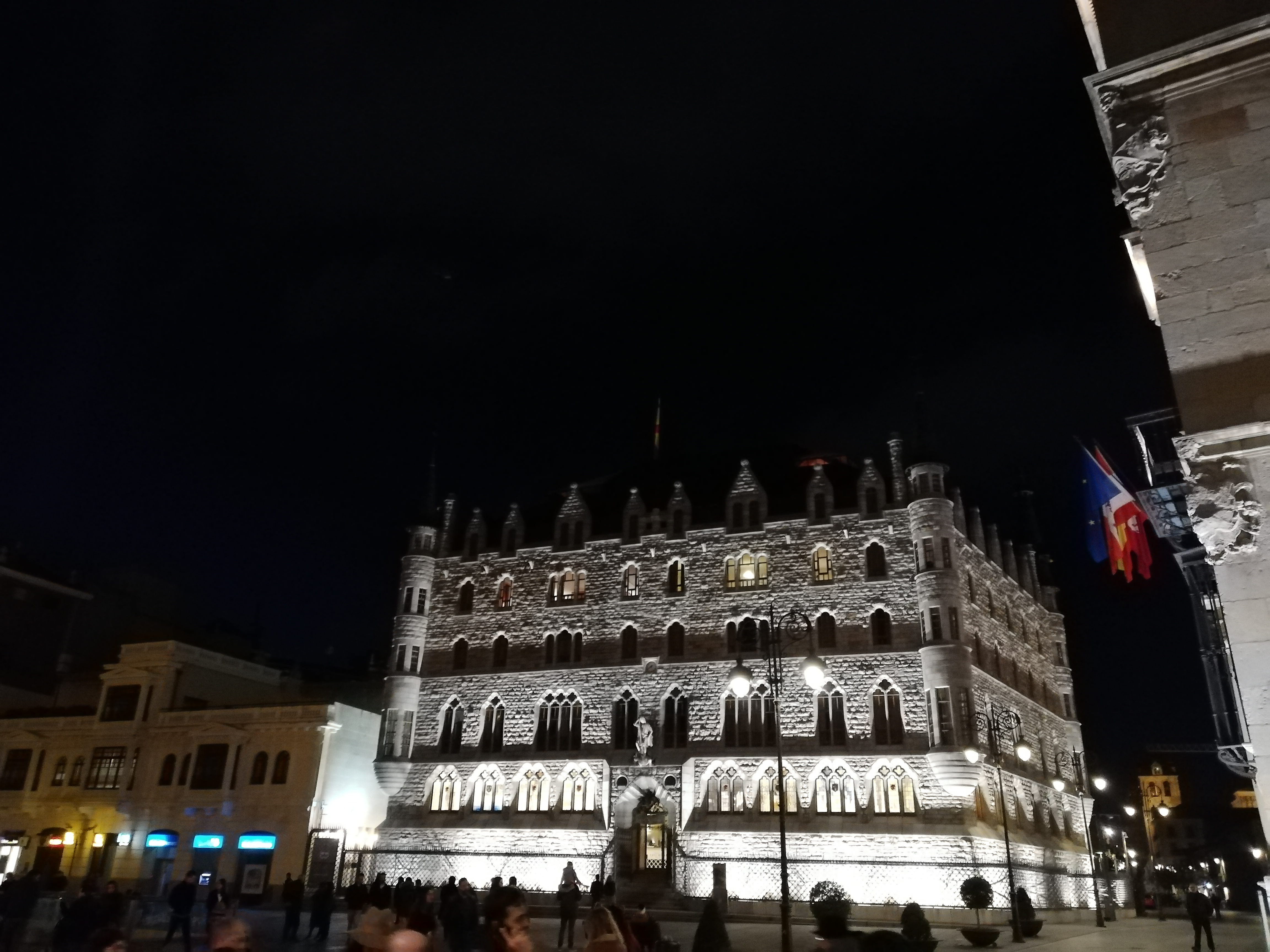
Casa Botines
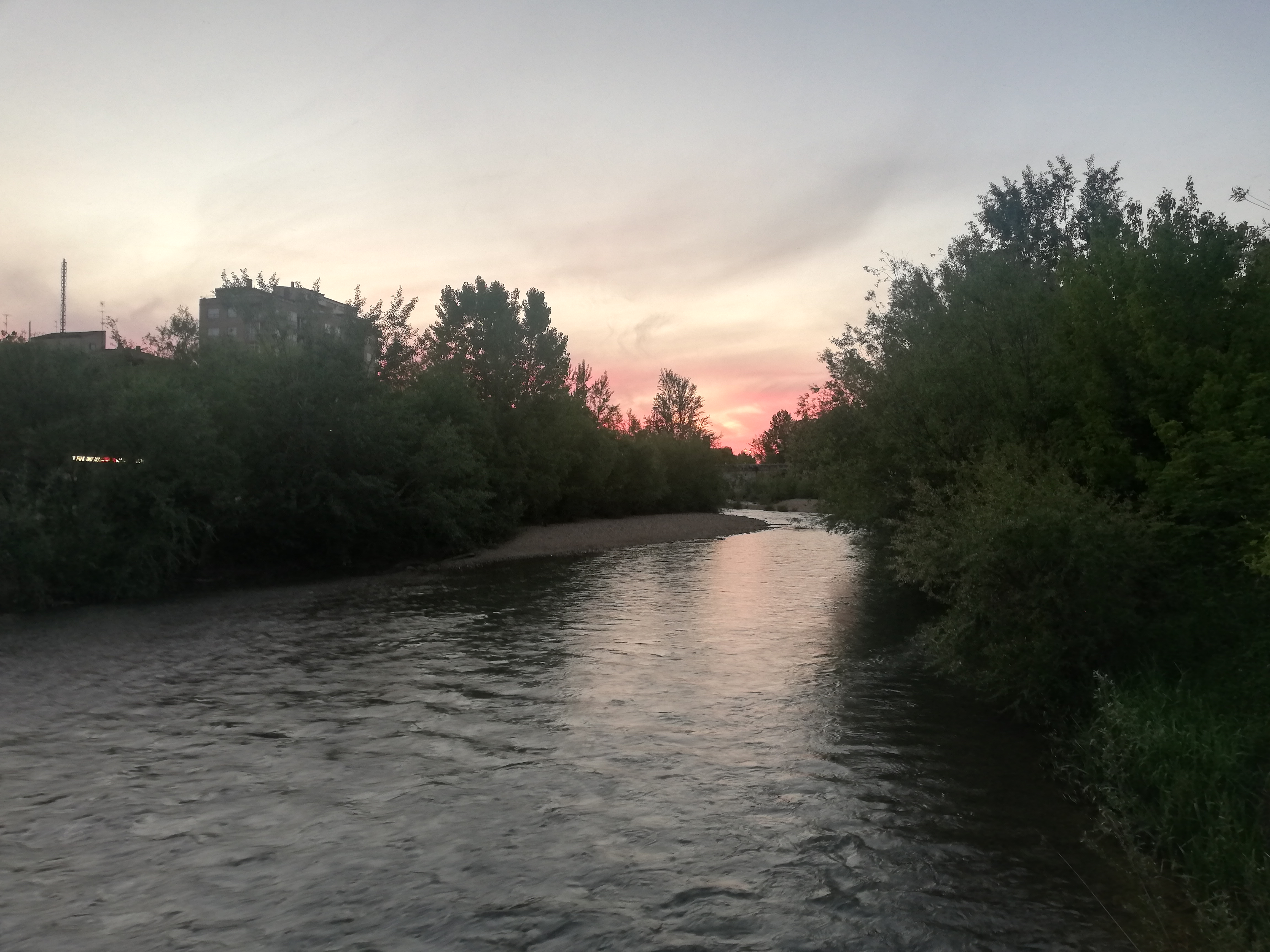
Fiume Bernesga